# みつどもえ
『みつどもえ』は、桜井のりおによる日本のギャグ漫画。『週刊少年チャンピオン』（秋田書店）にて2006年15号より2011年19号まで連載。2011年20号から長期休載していたが、2012年35号から連載が再開。2012年39号まで連載したのち、『別冊少年チャンピオン』（同社刊）に移籍し2012年10月号から2017年9月号まで連載された。
本編のこぼれ話である『ほぼ週刊みつどもえ』が、同社のウェブコミックサイト『Champion タップ!』で、2014年7月17日更新分から2016年6月2日更新分まで並行連載された。
テレビアニメ（第1期）が2010年7月から9月まで放送。2011年1月から2月にかけてアニメ第2期『みつどもえ 増量中!』が放送され、最終回の翌週にみつどもえ特別編1話が放映された。

## 概要
小学6年生の「日本一似ていない」三つ子・丸井みつば、丸井ふたば、丸井ひとはという丸井三姉妹とその周辺人物が織り成す、ギャグ漫画である。話数のカウントは「○卵性」（1話目なら1卵性）という形式になっている。

## 登場人物
担当声優は、テレビアニメ版のもの。

### 丸井家三つ子三姉妹
本作品の主人公。埼玉県上尾市在住。11歳。魚座。上尾市立鴨橋（かもはし）小学校6年3組に在籍。連載当初は他のクラスメイトから距離を置かれている描写が多かったが、次第にその描写はなくなっていった。三つ子ではあるが、容姿も瞳や髪の色もそれぞれ違う。
丸井 みつば（まるい みつば）
声 - 高垣彩陽
長女。キャッチフレーズは「ちょっとおませなサドガール!!」。
基本的に「みつば（ちゃん）」、ふたば・ひとは・吉岡・松岡からは「みっちゃん」、ひとはからは「雌豚」と呼ばれることも。佐藤と千葉などの男子キャラからは「長女」、龍太からは「痴女」、SSS隊からは「（変態）パンツ女」と呼ばれている。一人称は「私」、幼いころは「みっちゃん」。
薄めの茶髪で、第9卵生以降は前髪をまっすぐ切り揃えている（アニメ版では髪型の変更は無い）。眉は三角状で、目と比較すると3分の1程度の長さ。普段は基本的に洋服、ミニスカート、横縞のニーソックス（ニーソは夏場を除く）というスタイル。いつもイラストが描いてあるパンツを穿いていて、自室のタンスに干支柄などの下着をコレクションしている。バレンタインデーに毎回チョコを持ってきているが、その性格からクラスの男子からは相手にされていない。しかし、容姿は作中でもかなり良い部類に属しており、語尾に「ニャー」をつけて喋る羽目になった際は、クラスの男子をほとんど魅了した。
年頃の女の子の例に漏れず、父親に対してはドライにキツく接している。
性格その他が似ている杉崎をライバル視していて何かにつけて対抗心を燃やしているが、次第に三つ子全員共に「チーム杉崎」と友達付き合いをするようになった。
絵が下手で、似顔絵や動物画を描いても化け物やUMA扱いされてしまう。テストの成績は普段60点前後だが、先生に当てられても授業科目の内容すら把握していないことがあり、授業はあまり聞いていない様子。運動神経は鈍い方で、走るスピードは極めて遅く、ドッジボールでの投球は至近距離からでも力がない。料理は基本的にはしないが、自身が「食べる」、もしくは「味見」目的で作る時がある。
暑さは苦手で、人一倍汗かき。食い意地が張っていて、暇があれば間食をしており、枕元には夜食用のお菓子を大量に溜め込んでいる。そのため体重と体型を気にしており、特にひとはからはこれをネタに「雌豚」呼ばわりされるなど散々責められている。ダイエットしようとすることも多いが、いつも長続きしない。
身長は123センチ。原作93話の時点で体重42.5キログラム。
食べる時の擬音は「むしゃコラむしゃコラ」。上記のように、普段は自分の「政権」を保とうとキツイ性格で通しているが、根っこの部分はお人好しで良識者。相手を傷つけないために自分が恥をかくことになったり、犠牲になったりすることもあり、また自分が悪いと感じたことは素直に反省し謝罪することもある。
丸井 ふたば（まるい ふたば）
声 - 明坂聡美
次女。キャッチフレーズは「ちょっとスケベなマッスルガール!!」。
基本的に「ふたば（ちゃん）」と呼ばれている。一人称は「小生」、幼いころは「ふー」。
赤髪で、頭頂部でちょんまげ風に纏めた髪（ちなみにこのちょんまげは少しでも他人に手を加えられそうになると、異常なほどに怒りを露わにする）と両耳の下あたりでそれぞれ束ねた髪（原作版では第82話 - 第205話、アニメ版では第4話の中盤以降）が特徴的な、目がパッチリした少女。服装は冬でもキャミソールとスパッツに裸足というスタイルだが、寒いのは我慢している。稀に上着を羽織ったりスカートを穿いたりすることがある。姉妹の中では一番胸がある。連載初期はその上に道着を着用していたが、その道着は14話で裁断して筆入れの材料にした。裸足に慣れているため靴を履くと器用に動けず、サンダルや草履を履いても鼻緒が指の股に擦れて痛いらしい（ただし夏祭りでは浴衣姿で草履を履いている）。そのために真夏の炎天下でも裸足で過ごしているが、地面が日光を浴びて熱くなっているため、歩くのに苦労している。
運動神経は抜群で50メートル走の記録は6秒2。その上怪力であり、力の加減が出来ずに学校の机などを破壊してしまったり誰かを流血させてしまったりすることもしばしば。しかし靴を履かなければいけないアイススケートなどは苦手。
お化けや怖い話が苦手で、怪談話を聞いただけで震えあがって誰かにしがみつかないといられない。
絵を描くことが得意で、本人も絵画にプライドを持っている。だが三つ子の中では一番勉強の成績が悪く、授業中の居眠りも多く、ノートにはおっぱいの絵の落書きばかりである。料理は見た目は酷いが、味は良い。
三つ子の中で一番父親に懐いており、普段から毎日一緒にお風呂に入り、時々一緒に寝ているらしい。そのため、11歳にして親離れができておらず、それを治そうと佐藤の家にお泊りしたが全く効果はなかった。
普段は基本的にフランクな敬語で、語尾は「っス」。無邪気で明るく親しみやすい人柄だが、大事なものを傷付けられそうになったり奪われそうになったりした時は本気で怒ることも。また風邪をひいた時はひとはと同じくらいの暗いオーラを出し、チクビもひとはと勘違いする。ひとはに対しては、お姉さんらしさを見せ、みつばの態度には冷ややかな視線を送ることもある。
佐藤とは幼馴染で結構仲が良い。あまり敬語を使って喋らない数少ない相手で、両家公認の仲でもある。
目測でバストサイズを小数点第2位まで見極められるほど、おっぱいに関しては誰よりもこだわりが深い。あまりにサイズが小さい胸はおっぱいとして認識できないので測定不可。
『ガチレンジャー』のファン。
歩く時の擬音は「とてちてとてちて」。
丸井 ひとは（まるい ひとは）
声 - 戸松遥
三女。キャッチフレーズは「ちょっと不思議な暗ガール!!」。クラスに友達はいない。
家族からは「ひとは」、ふたばからは「ひと」と呼ばれることも。クラスメイトからは「三女（さん）」、担任の矢部からは「ひとはちゃん」と呼ばれている。一人称は「私」、幼いころは「ひと」。
黒髪のセミロングにおだんご一つ結びのヘアスタイル。幼児体型で身長が低く、本人もそれを気にしている。姉妹の中で一番貧乳。真夏の炎天下でも汗をかかず、直射日光を浴びて髪が熱くなっていても、暑さをあまり感じていない様子であり、涼しい表情で熱いお茶を味わうほど。ほっぺはとても柔らかく、おっぱいのような感触らしい。普段は基本的にワンピース、黒のハイソックスという地味なスタイル。
少し根暗でなかなか心を開けない性格で、当初はまともに話すようなクラスメイトはほとんどいなかった。コミュニケーションをとることが苦手で他人との関わりを敬遠しており、話しかけられてもその場から立ち去ることが多い。物事を断るときの決まり文句は「△△なんて無意味だし不必要だよ」。真剣なときや怒ったときは他人を呪いそうなオーラを出すが、風邪を引くと暗いオーラが消え可憐な雰囲気になる。好きなことに夢中になったり、興奮したりすると「むふぅ」「むふー」と鼻息が荒くなる。気分が沈んでいるときは、気分を落ち着かせるために矢部の机の下に潜り込んでいる。クラスではやや浮いた存在だが、連載が続くにつれ「チーム杉崎」の面々と付き合うことが多くなる。仲良くなるうちに杉崎を「杉ちゃん」と呼び、松岡を「さっちゃん」と無意識に呼んでしまったこともある。他人の習性や周りの状況を利用して他人をからかうこともあり、連載初期は矢部やみつばが主な対象だったが交友関係が広がるにつれからかう相手が増えていく。
会話に主語が欠けているなど、言葉足らずな点が多く見られ、そのために相手が話の趣旨を勘違いし、誤解されてしまうことが多々ある。
みつばへの風当たりは厳しく、「雌豚」と罵ることもしばしば。
松岡には美少女霊媒師だと勘違いされて、当初は度々振り回されていたが、後にはそれを逆手にとり、松岡をからかったり、上手く利用したりするようになっている。仲良くなろうと必要以上に絡んでくる宮下を鬱陶しいと感じており、どうしても仲良くなりたくない様子。杉崎とは貧乳つながりで絡みが多い。
丸井家で家事全般を担当しており洗濯や料理などが得意。家計も預かっており、倹約をして出費を切り詰めている。
勉強はクラスでトップレベル。だが、極度の運動音痴で体育の授業や水泳が苦手でカナヅチ。マラソンも苦手で、『第1回どうやったらみっちゃんの汗を浴びなくて済むか会議』のリーダーも務めた。他にも虫も苦手で体に付くだけでも気絶し、教室の机の上に立っただけでも怖さで震えるほどの高所恐怖症。足の小指を蹴る、ヘソを指で突くなど、相手に確実にダメージを与える技術を持ちあわせている。音痴で、本人は歌っているつもりでも、なにかの呪文や唸り声と勘違いされたり、鼻歌も咳払いと思われたりするほど。手先は器用で、矢部のアパートの合鍵を自作しており、土日の早朝はチクビに会いに行くため、その合鍵を使って矢部の部屋に自由に出入りしている。その際、エロ本を勝手に紐で縛ってまとめたりしている。
やや薄情なところがあり、ふたばが道着で作った筆入れをいらないといって捨ててしまった（みつばはふたばが自分に作ってくれたものだからといって大切に使っていた）。
大量の怪しい本を所有しており、ベッドの下等に隠している。学校でもカバーをかけて読んでいるが他人には絶対に見せないが攻撃手段として本で叩く、もしくは中身を見せつけて妨害したりする。これらの本をどこで入手しているかは不明。
後述のガチレンジャー関連の本や家事に役立つ本を読んでいることもある。
動物好きでチクビやチブサを溺愛している。
特撮番組『ガチレンジャー』の熱狂的なファン。番組は毎週欠かさず観ており、いつもガチレンジャーグッズのTシャツやベルトなどを身に着け、枕元にもガチレンジャーのぬいぐるみが置かれている。ガチレンジャーごっこをすれば矢部・杉崎・吉岡が怖がるほど怪人になりきるなど、芸才に長けている様子。当初は、ガチレンジャーのファンであることを隠そうとしながら、一緒に語り合う仲間が欲しいとも思っていたが、言葉が足りなかったり間が悪かったりで、あらぬ誤解を受け続けてきた。後に、それ以上変な誤解をされるのを嫌がってクラスメイトの前でファンであることを告白、チーム杉崎や佐藤や千葉には理解を得られた。矢部とも、ガチレンジャーの1人を演じる女優・白浜あずさのサイン会においてファンであることを告げることができ、以後はガチレンジャーを一緒に楽しむ同士となった。
担当声優の戸松は、ひとはについて「ほとんどしゃべらず口数も少ないが、最後のおいしいところをボソッと持っていくそんな女の子である」と語っている。

### 三つ子のクラスメイト
テレビアニメの設定資料で6年3組全員の外見と名字が公表されており、人数は男女各18人合計36人である。本節では、原作やアニメの本編で名前の出ていない生徒についても、アニメ設定資料に準拠して記述する。

#### チーム杉崎
杉崎みくの率いる女子4人組（アニメ版では松岡は「チーム杉崎」に属していない）。4歳の時に公園で出会ってからの幼馴染で、三つ子の友人でもある。作品中で「チーム杉崎」と名乗ったり呼ばれたりキャプションが付けられたりすることはなく、キャラクター紹介など作品の外でのみ使用される名称である。
杉崎 みく（すぎさき みく）
声 - 斎藤千和
「チーム杉崎」のリーダー格。キャッチフレーズは「みつばが大嫌いなブルジョア」。基本的に「杉崎」、矢部からは「杉崎さん」、ふたば・吉岡・松岡からは「杉ちゃん」、ひとはからは当初は「杉崎さん」、後に「杉ちゃん」、母親からは「みくちゃん」、龍太からは「姉ちゃん」と呼ばれている。一人称は「私」。
黒髪で前髪を切り揃え、ロール状にしたツインテールという個性的なヘアスタイルをしている。一重まぶた。やや小柄で、母親の子供のころのアルバムを見て、母親が小学生のころからおっぱいが大きいことを知り、胸にコンプレックスを持っている。また、ひとはとは貧乳同士の同じ悩みを共有し合う仲となった。
ブランド物の服を店舗ごと買えるほど大金持ちの家庭で、豪邸に住んでいる。いつも数万円する衣服を着用しており、あらゆるセレブ自慢話をして友達をうらやましがらせることもしばしば。また高級料理店に行きつけているため、味覚に関しては高レベル。
弟想いで、龍太に少しでも手を出されると激怒し、母親が不在の夜は代わりに食事を作り、本や子守唄を聞かせてあげる一面も。
みつばをライバル視していて何かと対抗心を燃やしており、携帯電話で隠し撮りをしたみつばの画像をパソコンや携帯電話に1000枚以上保存している（当初はみつばの弱点を探るつもりで始めたことだったが、そのうち趣味になっていった）。その反面、ツンデレ、女王様気質、でも本当は善人で友達思い等、性格面でもみつばと似ており、ケンカばかりしているが、息の合った掛け合いを見せたり、助け合ったりすることも多い。
吉岡 ゆき（よしおか ゆき）
声 - 豊崎愛生
太い眉毛と大きい胸、茶髪のセミロングヘアが特徴の少女。左利き（アニメ版では右手でペンを持っている）。基本的に「吉岡」、矢部とひとはからは「吉岡さん」、両親からは「ゆき」、ふたばと松岡からは「ゆきちゃん」と呼ばれている。一人称は「私」。
心優しくおとなしめな性格。友達を大切にしており、争いごとが苦手で、みつばと杉崎の喧嘩の仲裁をすることも多い。空気を読めないところもあり、気遣ったつもりの言葉がかえって相手を落ち込ませることも。他人の恋愛話が大好きで、些細なできごと（性別、年の差を問わず）を恋愛と結びつけて妄想しがち。ホームドラマですらドロドロのメロドラマへと想像するが、佐藤にストーカー行為までしている緒方らの恋心に気付かないなど、実際の恋愛沙汰には疎い。
運動神経は鈍いようで、走る遅さもひとはと同じくらいである。
眉毛の太さは父親譲りでありトレードマークだが、本人は気にしている。しかし、母親から剃ることを許されていない。剃ると男子（佐藤以外）からはふたばと間違われるが、15分で再び生え揃う。杉崎曰く、チーム杉崎4人が出会ったきっかけはこの眉毛である。
宮下（みやした）
声 - 大原桃子
薄めの茶髪をバンスクリップ（原作70話から）とヘアピンで留めている長身のボーイッシュな大人っぽい少女。かに座で血液型はO型。作中では下の名前は明かされていない。基本的に「宮下」、矢部からは「宮下さん」、ふたば・吉岡・松岡からは「宮ちゃん」と呼ばれている。ひとはは「宮○さん」（○には下以外の様々な漢字が入る）と呼び、多くの場合正確な名前で呼ぼうとしない。一人称は「あたし」。
常識人で面倒見が良いが、おせっかいが過ぎて鬱陶しく思われることも。個性的な人間が揃う6年3組にあって自分は他のクラスメイト達よりもマトモだと自負しており、作中では主にツッコミ役。みつばと杉崎の喧嘩に呆れることも多い。他者と関わろうとしないひとはを気遣い仲良くなるために試行錯誤しているが、ことごとく裏目に出てしまい逆に邪険にされる始末で、関わろうとするたびに鬱陶しいと思われている。
趣味はバスケットボールで、地区のバスケットボール部「鴨橋オリオンズ」のキャプテン。チーム内では「ディフェンスの鬼」と呼ばれている。
ヘアピンを外し髪を下ろすと誰からも本人だと認識して貰えないが、ヘアピンさえつけていればどんな髪型でも本人と分かる。
松岡 咲子（まつおか さきこ）
声 - 葉山いくみ
オカルト大好き少女。みつば・杉崎・宮下からは「松岡」、矢部からは「松岡さん」、ふたばと吉岡からは「さっちゃん」、、ひとはからは当初は「松岡さん」、後に「さっちゃん」、緒方からは「オカルト女」と呼ばれている。
黒髪を左右で短く結んでいるヘアスタイルで、年齢よりも大人びた体格。普段は基本的にワイシャツにネクタイ、ミニスカートというスタイルで、いつも大きな数珠を首にかけている（連載初期を除く）。宗教様式は基本的に仏教であるが特に宗派に拘らず「般若経」「法華経」等、様々な経文を扱っている。
作中で「一番おかしな娘」。ひとはを「天才美少女霊媒師」と勘違いして仲間意識を持ってからは自分のオカルト趣味を前面に出した奇行が多くなる。お盆になると一層テンションが上がり、夏場は墓地でキャンプを張って暮らしてきた。犬や猫などの霊が自分に憑依していると思い込んでいる間はそれらの動物になりきってしまい、人の物真似も上手くなる。友達と会話をするときは、オカルト関係しか話題が無いうえに、実際に怪談話をしたときも、テンションが上がってしまうため、周りには怖い話をしていると気付いてもらえない。ただのオカルトマニアと思われがちだが、霊が絡まないときなどは、おしゃれに気を使っていたり体重や座高を気にしたりと普通の女の子らしい一面も見せており、思考も比較的まともで、テストの良い点は霊の仕業ではなく実力と言い切るような調子の良い面もある。
「チーム杉崎」の1人だが、暴走しがちで単独行動が多い。「チーム杉崎」の中では吉岡と松岡が一番付き合いが長い。家出をして夏休みの1ヵ月間を丸井家に居候していたことがきっかけで、三つ子共にすっかり仲良くなった。

#### 6年3組の男子
佐藤 信也（さとう しんや）
声 - 三瓶由布子
三つ子の同級生の男子。成績優秀で容姿端麗。キャッチフレーズは「良くも悪くも優等生」。鴨橋小のエースストライカー。基本的に「佐藤（くん）」、家族からは「信也」、ふたばとひとはからは、「しんちゃん」と呼ばれている。
三つ子とは幼馴染で、特にふたばと親しく、ふたばがあまり敬語を使って喋らない数少ない相手であり、両家公認の仲である。
女子にモテる（アニメ版では緒方たち以外のモブの女子は、一応佐藤を憧れの目で見ているが変態と誤認している）ためクラス中の男子はおろか、担任の矢部にすら妬まれることがあるが、ひとはやチーム杉崎は彼のことをさほど気にしておらず、みつばには誤解から変態扱いされている。ふたばに「パンツが好き」という根も葉もないレッテルを貼られ（加藤真由美はそうではないと理解している）、そのために緒方はパンツを処分し、みつばには「変態パンツ佐藤、変態パンツ男」などと呼ばれるようになった（後に「変態、パンツ怪人」などとさらにひどくなっていった）。また、ふたばやひとはにも振り回されることがあり、特にふたばからは逆セクハラをされることが多く（下着を被らされる、着させられる等）、みつばや母親であるあかりにますます誤解を深められている。本人はモテることを迷惑に思っており 、特に緒方たちを「変態集団」と呼び、その度重なるストーカー行為には参っている。
千葉とは親友だが、しばしば振り回される。
千葉 雄大（ちば ゆうだい）
声 - 山本和臣
三つ子の同級生の男子。キャッチフレーズは「健康優良男児」。基本的に「千葉（くん）」、みつばと杉崎からは、「変態ブタゴリラ」と呼ばれることも。ふたばからは、「千葉氏」と呼ばれている。
いつも「69 -SIXTY NINE-（アニメ版では69）」と書かれた帽子を着用している。体育や水泳の授業でも1人だけ帽子を被り、帽子の中身は他人には絶対に見せない（原作209話で初めて帽子を外した描写があったが、結局どんな髪型をしているか分からなかった）。好奇心旺盛なスケベ少年で、自称「エロスに人生をかける男」（本人曰く「羞恥する顔が見たい」らしい）。目が細く、背が高い。
佐藤とは親友だが、モテる佐藤を妬んで罠に嵌めようとしたり、自分の都合のいいように利用したりすることも。また、エロスの師匠だと思っているひとはには敬語で話す（ガチレンジャー関係の会話時は除く）。
「高速片手パンツおろし」「高速片手ブラホックはずし」等、100個以上の秘技を持っているが、実践ではたびたび失敗していており、その目論みが発覚したときは、みつばや杉崎達から罵られたり制裁を受けたりすることもしばしば。
田渕（たぶち）
声 - 山村響
茶髪の細目、ボサボサした短髪の小柄なスケベ少年。女子にエッチな妄想を抱いている。千葉をエロ師匠と慕い、学校内で千葉と一緒に行動をしている。自分が「千葉の太鼓持ち」であることを自覚している。千葉からは『俺の右腕』ではなく『俺の右足』として認められている。

#### 佐藤が好きでしょうがない隊
佐藤のことを猛烈に好いている3人組。略称「しょうがない隊」、「SSS隊」等。小学校2年生の時に結成される。本人たちは「佐藤くんが好きでしょうがない隊」と名乗っている。他の女子が佐藤に近づくことを警戒しており、また佐藤に対するストーカー的な行動が日課となっている。佐藤と幼馴染のふたばをライバル視している。なお、佐藤本人には変態集団と恐れられており、みつばからも変態集団と言われている（逆に彼女らはみつばのことを「（変な）パンツ女」と呼ぶようになる）。
緒方 愛梨（おがた あいり）
声 - 茅原実里
「佐藤が好きでしょうがない隊」の隊長。キャッチフレーズは「恋する妄想機関車」。愛称は「おがちん」。
黒髪を三つ編みにした左目に泣きぼくろがあるツリ目の少女で、ジャンパースカートをはいている。とても小柄だが運動神経はよく、佐藤がらみになるとさらに運動能力が上がる。3人組の中でも佐藤への好意が最も極端かつフェティッシュであり、ストーカー的な行為に及ぶこともしばしばだが、当の本人は自分のしていることがストーカー行為であるという自覚はない。佐藤に惚れたのは、小学2年生の時に伊藤から尾行を頼まれた際、尾行対象の佐藤に優しくされたことがきっかけである。「佐藤くん以外の男性に触ると身体が腐る」と称し、他の男性（肉親は除く）と接触してしまった時などは本当に具合が悪くなるが、佐藤の匂いを嗅ぐと元気を取り戻す。また、佐藤がらみの出来事が起こると、他の佐藤が好きな女子を取り仕切って行動を起こすこともある。恋にはライバルが多いほうが燃えるという考え方をしており、伊藤と違いふたばをライバルとして受け入れている。
ふたばから「佐藤はパンツが好き」と聞かされて以来パンツをライバル視し、全て処分してしまった（本人はそれが嘘であるということに気づいていない）。ちなみにクラスの女子は緒方がパンツを穿いていないことは知っている。3人組の中で唯一胸がない。
伊藤 詩織（いとう しおり）
声 - 井口裕香
「佐藤が好きでしょうがない隊」の1人で、キャッチフレーズは「恋する腹黒お嬢さん」。
茶髪で長めのツインテールのヘアスタイルの少女。基本的には緒方・加藤と共に行動するが、計算高く腹黒い面があり、場合によっては2人を出し抜くことも厭わない。「しょうがない隊」にとって最も邪魔な存在であるふたばと佐藤の仲を裂こうと画策したこともあるが、失敗に終わっている。「しょうがない隊」に入ったのは、佐藤の情報を知るために緒方に近づいたことがきっかけである。口に手をあてるのが癖。男子からの容姿受けもよく、「佐藤のファンじゃなければ」と残念がられる。
加藤 真由美（かとう まゆみ）
声 - 内田彩
「佐藤が好きでしょうがない隊」の1人で、キャッチフレーズは「恋するまともな人」。
黒髪をポニーテールにした地味な少女。身長は高いが、運動は苦手。しょうがない隊の中では比較的常識人で、常軌を逸した緒方や腹黒い伊藤に着いて行けない部分もあるが、嗅覚に関しては3人の中では一番上。幼稚園のころから佐藤に想いを寄せている。親友である緒方は佐藤と同じく（あるいはそれ以上に）大切に思っており、緒方のために身体を張ることも。緒方がパンツを全て処分してからは、彼女のスカートがめくれないようにしたり、ブルマのゴムが切れた際、落ちないように手で押さえたりと、バスケットボールをしている宮下も驚くほど堅いディフェンスらしい。緒方と仲良くなったのは、自分が佐藤を尾行していた時に、緒方から一緒にやろうと誘われたことがきっかけである。

### 6年1組の生徒
担任は、海江田先生。
小金井（こがねい）
声 - 田村睦心
6年1組のリーダー格。原作第111話、アニメ版では第二期の第8話での運動会のクラス全員リレーでは、1組のチームワークを見せつけた。
久保田（くぼた）
ニキビ面で影の薄い少年。委員会で孤立していたが、委員会の時に初めて話しかけられたのをきっかけに同じ環境委員の松岡を好きになる。

### 6年2組の生徒
峰（みね）
前髪をまっすぐ切り揃えた、黒いロングヘアの小柄な少女。内気な性格。佐藤のことが好き。

### 鴨橋小学校の職員
矢部 智（やべ さとし）
声 - 下野紘
丸井家三つ子三姉妹が在籍している鴨橋小学校6年3組の担任。通称「矢部っち」。23歳。キャッチフレーズは「ちょっと痛いチェリーボーイ」。一人称は「僕」。
三つ子をはじめとした生徒達にたびたび振り回されている、気弱な性格。同僚や他の生徒達からはあまり相手にされておらず、鴨橋小ではやや孤立した存在だが、基本的には真面目な生徒想いの優しい先生で、野田校長には信頼を置かれているようである。教壇や職員室の机の下には、よくひとはが潜んでいる。
アパートに一人暮らししており、部屋の中は掃除が行き届いておらず、ゴキブリが這い回っていて、それが苦手で1匹でも家の中にいるとものすごく怯える。また大量の怪しい本が無造作に置かれている。
同僚の栗山に片想い中である。
『ガチレンジャー』の熱狂的なファン。家にはガチレンジャー関連のDVDソフトにポスターやフィギュアなどのグッズをたくさん揃えている。ガチレンジャー関係のイベントにもガチレンジャーのグッズ（帽子やTシャツ・オープンフィンガーグローブなど）を着けて行くほど。

栗山 愛子（くりやま あいこ）
声 - 斎藤桃子
保健医。通称「栗山っち」。24歳。キャッチフレーズは「スーパードジッ娘保健医」。
極度の近視。メガネをかけていないと殆ど何も見えない。巨乳。何もない所でつまづくなど、いわゆる天然ボケ。原作ではみつばの指導の下（実は散々迷惑をかけられた栗山を陥れるためのみつばの策略）、アニメ版では自分で練習して、標的に包帯を巻きつける「ヒーリング・ローリング」という技を会得した。矢部に好意を持たれているが、当の本人は矢部に好意は持っている様子は無く、むしろ変態教師だと誤解していて、やや軽蔑している。
初期はよく登場していたが、三つ子のクラスメイトの出番が増えるにつれて出番が減った。
アニメ版では矢部と同時に鴨橋小学校に着任したことになっている。
海江田先生（かいえだせんせい）
声 - 寺田はるひ
6年1組の担任。茶髪のロングヘアでロール状に一つ結びをした女性。6年3組の生徒（及び竜太）からは「三十路」と呼ばれているがまだ29歳。下の名前は12巻現在で明かされていない。
6年3組の生徒にはからかわれて振り回されることもしばしば。年齢や婚期や肌荒れを気にするあまり奇行に走ることが多く、6年生の女子生徒の若々しさに嫉妬することもある。クリスマスイヴの日は子供たちの夢を壊す悪女になる。6年1組の生徒には厳しいところもあるが優しい所もあると好かれている。本人曰く「酒癖が悪い」。猫アレルギーでもある。
実は高校時代は月に3人から告白されるほどモテていたのだが、男子生徒のことを知るために行った盗聴やストーカー行為が災いして、以後男性に言い寄られることがなくなってしまう。
野田校長（のだこうちょう）
声 - 高岡瓶々
校長。55歳。おっぱいをこよなく愛する。ふたばの「実物大Fカップ」の絵画に感激し、金賞に選出。

### 登場人物の家族

#### 丸井家とその親戚
三つ子と父・草次郎の4人家族。三つ子の母についての情報はその生死も含めて不明だが、家事はひとはがこなすため生活に困っている様子はなく、三つ子にも母を恋しがる描写はない。
丸井 草次郎（まるい そうじろう）
声 - 天田益男
丸井家三つ子三姉妹の父親。キャッチフレーズは「ちょっと不審な三つ子パパ」。太った外見に濃いヒゲ面（本人は痩せて見えるようにヒゲを伸ばしている）、家では頭にタオル、外では帽子が基本のスタイル。服装は上がTシャツに下がハーフパンツ。その不審な風貌から警察官に職務質問されることが多々あり、町内の不審者情報にも載せられている（甚平を着用すると不審さは薄れる）。また、太ってからは電車に乗ると十中八九痴漢に間違われるため、娘と行楽に出かける以外は電車を利用せず、電車に乗っても連結部に乗るしかない。職業、年齢不明。
娘のみつばには反抗され、ふたばには好かれ、ひとはには無視され、他人からは変質者だと思われている。
中学や高校のころはモテていたと本人は言っており、小学校5、6年のころは佐藤にそっくりな風貌であった。アニメ版では劇画風に描かれており、輪郭の筆圧が他の登場人物に比べ異常に濃くなっている。
実は三つ子が小学校に上がる前ごろまでは高校時代のスリムな体型を維持しており、顔も高校時代の整った顔立ちに少々無精ひげが生えているという風貌だった。
父親らしく叱るときは叱り、時にはお仕置きも。娘たちのことはしっかりと見ていて大事にしていて、それが行き過ぎることもあるが、佐藤のことは、ふたばと幼馴染で大の仲良しということもあり、将来的にも任せられると認めており、あかりとも意気投合している。
チブサ
丸井家の飼い猫。名付け親はふたば（最初はミャーちゃんに決まったのだが、自分の呼び名と似ているという理由で宮下が嫌がったため却下された）。河川敷に捨てられていたのを拾ってきた。ふたばの破廉恥なネーミングセンスを嫌ったため、登場以後しばらく名前をつけられず「ネコ」と呼ばれていた。
祖母
丸井家三つ子三姉妹の祖母。ファンシーな趣味で、みつばをからかう等のお茶目な一面も。

#### 杉崎家とその親戚
杉崎みくの家族。みくからみて、母、父、弟の4人家族だが、父親はクリスマスイブにも海外に出張に出かけているなどの多忙な人物で詳細不明。
杉崎 麻里奈（すぎさき まりな）
声 - 井上喜久子
杉崎みく・龍太姉弟の母親。
濃い目の茶髪で前髪を切り揃えたヘアスタイル。胸は大きい。若くてセレブ。みつばに罵って貰うことを望むなどマゾなところも。スタイルもよく、プールなどでは男性の視線を集めることもあり、娘のクラスメイトを招いてのパーティーでも男子たちが集まるほど。酒好きだが、あまり強いほうではない。
娘の影響を受けて、自分もみつばに興味津々。みつばをスイーツで釣って誘ったり、あらゆる場面をデジタルカメラで写したりしている。
杉崎 龍太（すぎさき りゅうた）
声 - 髙山ゆうこ
杉崎みくの弟で小学1年生。生意気な性格で本人曰く「友達はいない」。吉岡や宮下とは幼いころから顔見知り。みつばがパンツを見せようとしてから「痴女」と呼んでいたが、ひとはと姉を交換してからは少しは彼女を認めるようになった。
『ガチレンジャー』の熱狂的なファン。ひとはや矢部とは「ガチレンジャーファン仲間」として親交がある。
茂雄おじさん（しげおおじさん）
杉崎みく・龍太姉弟の父親の従兄弟。カメラマンをしている。

#### 吉岡家
吉岡ゆきの家族。3人家族。
吉岡 紗江子（よしおか さえこ）
声 - 南央美
吉岡ゆきの母親。鴨橋小学校のPTA会長。
茶髪を後ろに束ねたヘアスタイルでメガネをかけている。娘が眉毛を剃ることを許さない。
やきもち焼きな性格で、露出度の高い服装をした女の子が訪ねてくると、それが幼稚園児であっても、夫が誘惑されていると勘違いして追い返す。
吉岡 純次（よしおか じゅんじ）
声 - 志村知幸
吉岡ゆきの父親。太い眉毛に濃いあご髭、胸毛や腕毛も多く、毛深いのが特徴。洒落た服装で平日の昼間からワインを飲んでいる。公衆の面前でも気にせず、常時妻とイチャついている。
プライドが高く小心者。職業は絵本作家で、ペンネームは「じゅんじぃ」。自分の描いた本が幼少期の娘には不評だったため落胆し、それ以来、娘には何を描いている仕事なのか教えていない。

#### 佐藤家
佐藤信也の家族。4人家族。
佐藤 あかり（さとう あかり）
声 - 三瓶由布子
佐藤信也の母親。和実の後輩にあたり、普段も和実と親しい仲である。
茶髪のセミロングヘアとスレンダーボディが特徴。清純で若くて可愛いが、息子を夏休み中はほとんど塾に通わせるなど厳しい面も。
息子がグラビアアイドルの写真が載っている雑誌を買ってくるのも許さない等、いかがわしいことが極端に苦手で、怪しい本は触るのもいやな様子。
息子と幼馴染であるふたばのことは、将来的にも期待しており、草次郎とも意気投合している。
佐藤 まさのぶ（さとう まさのぶ）
佐藤信也の父親。短髪でメガネをかけている。印象が薄い。ふたばとは親しい様子。自分の見た目に自信があり、若いときは福山雅治に似ていると言われていたと本人は言っている。娘が反抗期であることを悲しんでいる。
佐藤 絵理（さとう えり）
佐藤信也の姉。鴨橋中学校に在学の中学生（学年不明）。黒髪のセミロングヘアでメガネをかけている地味な少女。父親似で、弟とは顔が似ていない。緒方たちには「佐藤くんのお姉様は絶世の美女」と勝手に美化されているために実の姉と名乗れず、佐藤を狙うストーカーと勘違いされている。剣道部に所属。

#### 千葉家
千葉雄大の家族。
千葉 和実（ちば かずみ）
声 - 山本和臣
千葉雄大の母親。黒髪のポニーテールに息子とそっくりな細い目が特徴。佐藤あかりの学生時代の先輩にあたり、普段もあかりと親しい仲である。
息子が自分の下着で秘技を開発していることを容認しており、息子が持っている怪しい本を読んで吟味し、その後通学路の土手に返している（これは、直接返しても、息子が「母ちゃんに見つかった怪しい本は死んだも同然」と考えていて受け取らないから）。
女子校出身で、学生時代は同級生にセクハラ行為等をして、じゃれあっていた。

#### 緒方家
緒方愛梨の家族。
緒方 一郎太（おがた いちろうた）
声 - 梶裕貴
緒方愛梨の兄。職業は警察官で、交番に勤務している巡査。妹と同様、左目に泣きぼくろがある。
常軌を逸した強烈なシスコンで、妹に関する物（幼少期にプレゼントされた似顔絵など）をよく持ち歩いている。しかし、仕事に関しては真面目にこなしている。
妹が佐藤に対してストーカー的行為を繰り返していることには気づいておらず、逆に佐藤が妹をストーキングしていると誤認している。

### その他の人物
チクビ
声 - 斎藤桃子
6年3組で飼育しているオスのハムスター。名付け親はふたば。
もともと矢部が飼っていたハムスターで、土日など学校が休みの日は矢部が自分のアパートに持って帰っている。そのため、休日の早朝にはひとはがチクビに会いに矢部家を訪れるが、合鍵で勝手に侵入するため矢部はそのことに気付かないことも多い。
ひとはは自らチクビの世話係でとても可愛がっており、自宅で飼いたいと思っているが、クラスメイトの熱望されてクラス一丸となって育てている。
主にひとはのオーラで気配を察知するが、ふたばが風邪をひき、同じオーラを出している時は判別できずふたばに懐くことも。
名前が登場する際には欄外に「※ハムスター」と注釈がつく。
鴨橋オリオンズの監督（かもはしオリオンズのかんとく）
宮下率いる地区バスケットボール部「鴨橋オリオンズ」の監督。
黒髪ロングのヘアスタイルにチョビ眉毛でツリ目をした女性。スパルタ的で強引なところがあり、宮下に1週間以内に着ぐるみを作らせるなどの無茶な要求をし、加藤を無理にチームに引き込むこともあった。
冷血のギャンブラーおじさん（れいけつのギャンブラーおじさん）
声 - 小杉十郎太
若いころは「冷血のギャンブラー」と呼ばれていたという、屋台の焼き芋屋の店主で、露天のわなげ屋もしている。あかりはこの店の常連の様子で、アニメ版では他に麻里奈や三つ子、チーム杉崎、海江田や栗山などが買っている評判の店である。アニメのスタッフロールでは「親父」と紹介されている。
緒方愛梨の父親である。
沢田編集長（さわだへんしゅうちょう）
松岡が購読している宇宙人雑誌『月刊ムフー』のイケメン編集長。世界中を転々としている。
三峰 / メグちゃん
声 - 長谷川静香
龍太のクラスメイト。アニメのスタッフロールでは「メグ」と紹介されている。
日野 かおる（ひの かおる）
1年2組の女子。メグちゃんの友人。
アキ子（アキこ）
金髪のロングヘアで、右腕にタトゥーをした女性。

## 作中作

### 本気戦隊ガチレンジャー
『本気戦隊ガチレンジャー』（ほんきせんたいガチレンジャー）は、作品内のテレビで放送されている戦隊物の特撮番組。「ガチの怒りを受け止めろ!」が決め台詞。敵組織名は、原作では「ゲドール軍」、テレビアニメ版では「ゲドール帝国」である。ふたば、ひとは、矢部、龍太がファンで、吉岡は俳優の井田北斗のファン。
テレビアニメ第2期1話では本作の話が中心となり、ナレーションは屋良有作が担当。OPとEDも本作の主題歌が使用された。ちなみに、ガチレンジャーの作品内では第21話の「狙われた子供たち！日本滅亡カウントダウン」。その時の内容は、あまりにもモラルの無いストーリーとヘマばっかりしているガチレンジャー（ゲドール帝国が仕掛けた30分も余裕のある時限爆弾をその場で解体しようとして園児たちを犠牲にし、無抵抗のカニラゴンをガチレンジャー5人で集団リンチにする等）に初めて一緒に観たみつばは大笑いし、ひとはは怒り心頭の様子であった。
実在のスーパー戦隊シリーズのパロディだが、特に1970年代 - 1980年代初頭の作品の特徴が色濃く反映されている。またアニメ版では変身前の名前は演じた声優の名に準じたものとなっている。

#### 登場人物（ガチレンジャー）
ガチレッド（GACHI RED） / 赤井ヒロ
声 - 下野紘
主人公。身長175センチメートル。体重60キログラム。「ガチで -」が口癖。武器は「ガチナックル」で、鋭利な棘の付いたナックルで怪獣の眉間を容赦なく殴る。他にも、「ガチエルボー」や「ガチスープレックス」などの技を持つ。
ガチブルー（GACHI BLUE） / 青崎徹也
声 - 柿原徹也
茶髪（アニメでは青髪）に長身の体格が特徴。眼鏡をかけている。自称IQ200の天才で、ガチレンジャーのまとめ役的な存在。矢部が応援している。武器は「ガチモーニングスター」。
ガチピンク（GACHI PINK） / 春菜桃子
声 - 大原桃子
胸が大きい女性メンバー。ゲスラゴンにスカートめくりなどのセクハラを受けることも。黄昏屋のケーキが大好物。ふたばが応援している。武器は「ガチハリセン」。
ガチイエロー（GACHI YELLOW） / 黄野由希
声 - 甲斐田ゆき
金髪に小柄な体格をした少年。武器は「ガチスリング」。
ガチブラック（GACHI BLACK） / 羽黒祐一
声 - 井口祐一
イケメンだが、口数が少なくチームワークに欠けており、身勝手な行動をとることも多い。甘いお菓子やカレーライスが好きで、テレビアニメ版では変身時以外は絶えずカレーを食べており、変身時では持っていた激辛カレーを敵の顔面にぶつけて攻撃していた。
長官（GACHI GENERAL） / 山嵐瓶二
声 - 高岡瓶々
ガチレンジャーの責任者。普段は喫茶ゴンゴンのマスターをしている。カツラを使用している。
ゲスラゴン
声 - 山本和臣
下級怪獣。ガチレンジャーの正義感に共感を持ち、組織を裏切ってガチレンジャーメンバーの弟分となる。ガチピンクのパンツを見るのが好きで、いつもぶっ飛ばされている。語尾に「 - でゲス」を付ける。ゴンゴンでは自ら檻の中に入る。
イヌラゴン
声 - 高岡瓶々
テレビアニメ版で『ガチレンジャー』に登場する下級怪獣。ひとはが初めてガチレンジャーを観たのが、彼がガチレッドにより倒される話だった。
皇帝
声 - 天田益男
ゲドール帝国のボス。
ジゴック
声 - 志村知幸
ゲドール帝国の幹部。ジャマーラのムチ攻撃に興奮して鼻血を流すことも。
ジャマーラ
声 - 寺田はるひ
ゲドール帝国の女幹部。髪は紫色で黒い服を着ている。ドSな性格で、怒りが極限に達するとムチを振るう。
アークマ
声 - 森訓久
ゲドール帝国の科学者。可愛い怪獣を作っている。
カニラゴン
声 - 矢部雅史
アークマが子供を減らすことを目的に作り出した怪獣。口から吐き出す泡で人を溶かしてしまう。語尾に「- ガニ」を付ける。死にかけるとゲドール帝国の協力で巨大化することができる。

#### キャスト
苗字はアニメ版声優の捩り。
上野飛鳥
ガチレッド / 赤井ヒロ役の俳優。
梨原光
ガチブルー / 青崎徹也役の俳優。
白浜 あずさ
ガチピンク / 春菜桃子役の女優で元々はグラビアアイドル。
甲斐口青葉
ガチイエロー / 黄野由希役の子役。
井田北斗
ガチブラック / 羽黒祐一役の俳優。吉岡が応援している。

#### メカニック
いずれもアニメ（第2期第1話）に登場。
バイク（名称不明）
ガチマシーンのひとつでレッドとピンクが乗るオートバイ。
ガチサイドカー
ガチマシーンのひとつでイエローが乗るサイドカー。レッド・ピンクのオートバイとそれぞれ結合可能（アニメでは免停中のレッドが乗り、彼のバイクはイエローが運転した）。先端がドリルになっていて、オートバイとの分離で後部のロケットブースターが噴射し体当たり攻撃が可能。
ガチジープ
ガチマシーンのひとつでブルーとブラックが使用する2人乗りの乗用車。ジープの名が付くがスポーツカーの形状。
ガチソーラー
怪人へのとどめに使用するバズーカ型の兵器。格闘戦で弱った相手を焼却炉に押し込んだ上で、大型レンズで集めた太陽光線を照射して相手を焼く「ガチサンレーザー」を発射できる。
大型ロボ（名称不明）
3機のメカが「本気合体!」の合言葉で合体する。必殺技はガチジャベリンによる「バーニングマジ斬り」。
ガチ戦艦
大型航空戦艦兼輸送機。ロボを構成する3機のメカを胴体に収容している。
ガチベース
喫茶「ゴンゴン」の真上30mにあるガチレンジャーの基地。「今日も元気でガッチガチ」の合言葉で、基地に直通するエレベーターのドアが開く。

#### スタッフ（ガチレンジャー）
- 演出 - 太田川雅彦
- 脚本 - あかしまたかし

#### 本気戦隊ガチレンジャー ゲドール軍の逆しゅう
原作に登場したガチレンジャーのゲームソフト。

### NAMA
『NAMA』（なま）は、作品内で連載中の流行っているらしい恋愛漫画。色々と過激な表現が多い。吉岡他チーム杉崎やみつばが愛読している。ふたばも佐藤の家で読んでいるが、内容は理解していない。

#### 登場人物（NAMA）
ユイ
ヒロイン。サキの策略によってたくさんの男に襲われる。
アツシ
ユイを熱く愛している。
サキ
アツシの元彼女。

### ナマコちゃん
NAMAの内容を純粋無垢な吉岡純次に絵本にして描かせた結果、生まれたナマコのキャラクター、及びその絵本。市販したら大ヒットした。

## 書誌情報
- 桜井のりお 『みつどもえ』 秋田書店〈少年チャンピオン・コミックス〉、全19巻
  1. 2007年1月9日発売 ISBN 978-4-253-21241-0[26]
  2. 2007年6月8日発売 ISBN 978-4-253-21242-7[27]
  3. 2007年10月5日発売 ISBN 978-4-253-21243-4[28]
  4. 2008年3月7日発売 ISBN 978-4-253-21244-1[29]
  5. 2008年9月8日発売 ISBN 978-4-253-21245-8[30]
  6. 2008年12月8日発売 ISBN 978-4-253-21246-5[31]
  7. 2009年5月8日発売 ISBN 978-4-253-21247-2[32]
  8. 2009年12月8日発売 ISBN 978-4-253-21248-9[33]
  9. 2010年6月8日発売 ISBN 978-4-253-21249-6[34]
  10. 2010年9月8日発売 ISBN 978-4-253-21250-2[35]
  11. 2011年2月8日発売 ISBN 978-4-253-21276-2[36]
  12. 2012年9月8日発売 ISBN 978-4-253-21277-9[37]
  13. 2013年8月8日発売 ISBN 978-4-253-21278-6[38]
  14. 2014年5月8日発売 ISBN 978-4-253-21279-3[39]
  15. 2015年3月6日発売 ISBN 978-4-253-21280-9[40]
  16. 2015年11月6日発売 ISBN 978-4-253-21631-9[41]
  17. 2016年6月8日発売 ISBN 978-4-253-21632-6[42]
  18. 2017年2月8日発売 ISBN 978-4-253-21633-3[43]
  19. 2017年10月6日発売 ISBN 978-4-253-21634-0[44]

単行本第2巻では第20話は第24話、第36話は第20話にそれぞれ変更。第24話から第35話はそれぞれ番号が1ずつ繰り下げられた。第36話が単行本において巻頭オールカラーで掲載されたための措置。

## テレビアニメ
2010年7月から9月までCBC、MBS、TOKYO MX、AT-X、BSイレブンにて第1期が放送された。全13話。1話につき3つから5つ程度のショートエピソードで構成される。一部放送局では音声や画像の一部が自主規制されている。Blu-ray&DVD第7巻収録の特別編が2011年3月にTV放映された。
2011年1月から2月までアニメ第2期『みつどもえ 増量中!』が第1期の放送局のうちCBCを除いて（代わりにニコニコチャンネルがレギュラー配信）放送された。全8話。
2010年9月12日に赤坂BLITZにて『みつどもふぇす!』が開催された。同年12月25日 - 26日に、舞台の地である上尾市のショッピングセンターで複製原画展が開催された。翌年5月1日には品川ステラボールにて『みつどもふぇす増量中!』が昼夜2部制で開催された。
第1、2期ともにニコニコ動画内のアニメチャンネルで公式ネット配信が実施されるが、第1期は他の配信作品とは異なり放送連動型の無料配信ではなく、地上波3局（MX、MBS、CBC）での3話分（第4回は4話）放送終了毎に人気投票を行い、その中で最も人気の高かったエピソード4つ（第4回は6つ）のみを配信するという形式となっていた（その後有料にて全話配信）。第2期ではその形式をとらず、放送連動型の無料配信となる。第2期『増量中!』は全8話であるが、各局共に本放送終了後に第1期特別編を放送し、その後3回にわたって「セレクション」を放送（セレクションはMBSでは未放送）。

### スタッフ
- 原作 - 桜井のりお[3]
- 監督 - 太田雅彦[3]
- シリーズ構成 - あおしまたかし[3]
- キャラクターデザイン・総作画監督 - 大隈孝晴[3]
- メカニックデザイン - 渡辺義弘（第2期第1話）
- プロップデザイン - 中山初絵、池田有、高瀬健一、渡辺義弘（第1期第10話より）、やまだたかひろ（第2期より）
- 美術監督 - 鈴木俊輔
- 色彩設定 - 井上あきこ
- 撮影監督 - 田沢二郎
- 編集 - 小野寺絵美
- 音響監督 - えびなやすのり
- 音楽 - 三澤康広
- プロデューサー - 鳥羽洋典、伊藤善之、八木拓雄、南寛将、和田洋介
- アニメーション制作 - ブリッジ[3]
- 製作 - みつどもえ製作委員会（アニプレックス、ランティス、秋田書店、AT-X、コスパ）

### 主題歌
第1期
オープニングテーマ「みっつ数えて大集合!」
作詞 - 畑亜貴 / 作曲・編曲 - 前山田健一 / 歌 - 丸井みつば（高垣彩陽）、丸井ふたば（明坂聡美）、丸井ひとは（戸松遥）
第1 - 13話、特別編で使用。
エンディングテーマ「夢色の恋」
作詞・作曲 - アツミサオリ / 編曲 - marble / 歌 - アツミサオリ
第1 - 8話、第10 - 13話、特別編で使用。第13話のみ「夢色の恋（弾き語り）」を使用。
なお、第9話はヨハン・シュトラウス2世の作曲したクラシック、「美しく青きドナウ」が使われたが、エンドロール上で楽曲名などについてのクレジットはされなかった。
挿入歌
「本気戦隊ガチレンジャー」
作詞・作曲 - 遠藤正明 / 編曲 - 菊谷知樹 / 歌 - 遠藤正明
第7話で使用。
歌詞には「GACHI・GACHIに決めるぜ」「立ち上がれ」など、曲が制作される以前に既に原作に登場していた歌詞が一部流用されている。また、前奏が原作で「ジャーンジャーンジャーン」と擬音語化されていた点も編曲に反映されている。
「ABCよりDEFっス!!」
作詞・作曲・編曲 - 前山田健一 / 歌 - 丸井ふたば（明坂聡美）
第8話で使用。
「先生はこども? 子供はせんせい?」
作詞・作曲・編曲 - 前山田健一 / 歌 - 矢部智（下野紘）、丸井ふたば（明坂聡美）
第13話で使用。
第2期
オープニングテーマ
「わが名は小学生」
作詞・作曲 - 前山田健一 / 歌 - 丸井みつば（高垣彩陽）、丸井ふたば（明坂聡美）、丸井ひとは（戸松遥）
第2 - 7話で使用。
「本気戦隊ガチレンジャー」
作詞・作曲 - 遠藤正明 / 編曲 - 菊谷知樹 / 歌 - 遠藤正明
第1話で使用。
第8話はオープニング無し。
エンディングテーマ
「ランドセリング☆」
作詞 - 島田カイエ / 作曲・編曲 - corin. / 歌 - のみこ
第2 - 3話、第5 - 6話、第8話で使用。
「またあした」
作詞・作曲 - 遠藤正明 / 編曲 - 菊谷知樹 / 歌 - 遠藤正明
第1話で使用。
「NEARER MY GOD TO THEE〜三つ子edition〜」
第4話で使用。
「美しく青きドナウ」同様、楽曲名などについてのクレジットはされなかった。
「アルルの女」第2組曲より〜ファランドール〜（終演部）
第7話で使用。
楽曲名などについてのクレジットはされなかった。

### 各話リスト
| 話数                        | サブタイトル                                     | 脚本                              | 絵コンテ                      | 演出                      | 作画監督                                         | 放送日              |
| みつどもえ（第1期）         | みつどもえ（第1期）                              | みつどもえ（第1期）               | みつどもえ（第1期）           | みつどもえ（第1期）       | みつどもえ（第1期）                              | みつどもえ（第1期） |
| --------------------------- | ------------------------------------------------ | --------------------------------- | ----------------------------- | ------------------------- | ------------------------------------------------ | ------------------- |
| 第1話                       | 丸井家! 良い子 悪い子 恐ろしい子!!               | あおしまたかし                    | 太田雅彦                      | 太田雅彦                  | 大隈孝晴                                         | 2010年7月3日        |
| 第2話                       | 三つ子がとまらない                               | あおしまたかし                    | 太田雅彦                      | 荒井省吾                  | 橋口隼人                                         | 2010年7月10日       |
| 第3話                       | 不審者がいっぱい                                 | 子安秀明                          | 大久保政雄                    | 大久保政雄                | 川島尚                                           | 2010年7月17日       |
| 第4話                       | 乳と白パンツと小生                               | 杉原研二                          | 誌村宏明                      | 矢花馨                    | 西澤信也                                         | 2010年7月24日       |
| 第5話                       | ブラ! ブラ! ブタ!                                | 鴻野貴光                          | 太田雅彦                      | 荒井省吾                  | 斎藤雅和、伊藤大翼 稲吉智重                      | 2010年7月31日       |
| 第6話                       | 帽子とパンツはかぶるためにある!?                 | あおしまたかし                    | 山崎たかし                    | 矢花馨                    | 橋口隼人                                         | 2010年8月7日        |
| 第7話                       | ガチで愛してしょうがない!?                       | 子安秀明                          | 誌村宏明                      | 矢花馨                    | 川元まりこ                                       | 2010年8月14日       |
| 第8話                       | RUNNER                                           | 杉原研二                          | 大久保政雄                    | 大久保政雄                | 川島尚 江上夏樹                                  | 2010年8月21日       |
| 第9話                       | 変人はサンタクロース                             | 鴻野貴光                          | 太田雅彦 荒井省吾             | 荒井省吾                  | 伊藤大翼 木下和栄                                | 2010年8月28日       |
| 第10話                      | ちぢょになる                                     | 子安秀明                          | 山崎たかし                    | 矢花馨                    | 橋口隼人                                         | 2010年9月4日        |
| 第11話                      | マジで変する5秒前                                | 杉原研二                          | 誌村宏明                      | おざわかずひろ            | 空流辺広子                                       | 2010年9月11日       |
| 第12話                      | 君に届かない                                     | 鴻野貴光                          | 黒柳トシマサ                  | 黒柳トシマサ              | 川元まりこ                                       | 2010年9月18日       |
| 第13話                      | 丸井さんの家庭の日常                             | あおしまたかし                    | 太田雅彦                      | 荒井省吾、矢花馨 太田雅彦 | 高瀬健一、伊藤大翼 江上夏樹、空流辺広子          | 2010年9月25日       |
| みつどもえ 増量中!（第2期） |                                                  | あおしまたかし                    |                               |                           |                                                  |                     |
| 第1話                       | 狙われた子供たち!日本滅亡カウントダウン!         | あおしまたかし 太田雅彦           | 太田雅彦                      | 古田丈司、矢花馨 太田雅彦 | 高瀬健一、伊藤大翼 池田有                        | 2011年1月8日        |
| 第2話                       | 丸井家、もう一杯!                                | あおしまたかし 鴻野貴光           | 山崎たかし 太田雅彦           | 荒井省吾                  | 空流辺広子                                       | 2011年1月15日       |
| 第3話                       | 変態ざかりの君たちへ                             | 杉原研二                          | 青葉譲 太田雅彦               | 青葉譲                    | 橋口隼人 工藤利春                                | 2011年1月22日       |
| 第4話                       | ビューティフルトラウマー                         | 鴻野貴光 子安秀明                 | 矢花馨                        | 矢花馨                    | 江上夏樹 空流辺広子                              | 2011年1月29日       |
| 第5話                       | 沈黙の教室                                       | 子安秀明、鴻野貴光 あおしまたかし | 誌村宏明 山崎たかし           | 荒井省吾                  | 大庭小枝 空流辺広子                              | 2011年2月5日        |
| 第6話                       | トイレがあいてないなら雪の上にすればいいじゃない | あおしまたかし 子安秀明           | 藤原良二、誌村宏明 太田雅彦   | 大久保政雄                | 川島尚 中山初絵                                  | 2011年2月12日       |
| 第7話                       | みそじもえ?                                      | 子安秀明、杉原研二 鴻野貴光       | 誌村宏明                      | 徳本善信                  | 橋口隼人、西山努 深野敏彦                        | 2011年2月19日       |
| 第8話                       | みつごは続くよどこまでも                         | あおしまたかし 杉原研二           | 誌村宏明、大久保政雄 太田雅彦 | 荒井省吾 矢花馨           | 高瀬健一、伊藤大翼 斎藤雅和、川元まりこ 大隈孝晴 | 2011年2月26日       |
| 特別編                      | OPPAI IPPAI ママ元気                             | あおしまたかし                    | 大久保政雄                    | 大久保政雄                | 川島尚                                           | 2011年3月5日        |

### 放送局
| 放送地域                    | 放送局              | 放送期間                | 放送日時            | 放送系列            | 備考                                         |
| みつどもえ（第1期）         | みつどもえ（第1期） | みつどもえ（第1期）     | みつどもえ（第1期） | みつどもえ（第1期） | みつどもえ（第1期）                          |
| --------------------------- | ------------------- | ----------------------- | ------------------- | ------------------- | -------------------------------------------- |
| 中京広域圏                  | 中部日本放送        | 2010年7月2日 - 10月8日  | 金曜 26:00 - 26:30  | TBS系列             | [ 48 ]                                       |
| 近畿広域圏                  | 毎日放送            | 2010年7月3日 - 9月25日  | 土曜 27:28 - 27:58  | TBS系列             | アニメシャワー第4部                          |
| 東京都                      | TOKYO MX            | 2010年7月4日 - 9月26日  | 日曜 24:00 - 24:30  | 独立UHF局           | E!TV枠                                       |
| 日本全域                    | AT-X                | 2010年7月5日 - 9月27日  | 月曜 9:30 - 10:00   | CS放送              | 製作委員会参加 リピート放送あり              |
| 日本全域                    | BS11                | 2010年7月17日 - 10月9日 | 土曜 23:30 - 24:00  | BSデジタル放送      | ANIME+枠                                     |
| みつどもえ 増量中!（第2期） |                     |                         |                     |                     |                                              |
| 近畿広域圏                  | 毎日放送            | 2011年1月8日 - 2月26日  | 土曜 26:58 - 27:28  | TBS系列             | アニメシャワー第3部                          |
| 東京都                      | TOKYO MX            | 2011年1月9日 - 2月27日  | 日曜 24:00 - 24:30  | 独立UHF局           | E!TV枠                                       |
| 日本全域                    | AT-X                | 2011年1月10日 - 2月28日 | 月曜 9:00 - 9:30    | CS放送              | リピート放送あり                             |
| 日本全域                    | ニコニコチャンネル  | 2011年1月10日 - 2月28日 | 月曜 22:00ごろ 更新 | ネット配信          | 最新話一週間無料                             |
| 日本全域                    | BS11                | 2011年1月15日 - 3月5日  | 土曜 23:30 - 24:00  | BSデジタル放送      | ANIME+枠                                     |
| みつどもえ 特別編           |                     |                         |                     |                     |                                              |
| 近畿広域圏                  | 毎日放送            | 2011年3月5日            | 土曜 27:28 - 27:58  | TBS系列             | アニメシャワー第4部                          |
| 東京都                      | TOKYO MX            | 2011年3月6日            | 日曜 24:00 - 24:30  | 独立UHF局           |                                              |
| 日本全域                    | AT-X                | 2011年3月7日            | 月曜 9:00 - 9:30    | CS放送              |                                              |
| 日本全域                    | BS11                | 2011年3月19日           | 土曜 23:30 - 24:00  | BSデジタル放送      | ANIME+枠 東日本大震災の影響で1週放映が遅れた |

### ネットラジオ・テレビ
- インターネットラジオステーション＜音泉＞およびランティスネットラジオにて『みつどもえラジオ「3ちゃんねる」』が放送された。
- アニメ公式ホームページにて『おまけラジオ「駄菓子屋」』が配信された。

ニコニコ生放送にて『みつどもえinニコニコ生放送「なまどもえ」』が不定期的に生配信された。

配信期間：2010年7月6日 - 2011年6月18日（全11回）

### 関連CD
| タイトル                                                                    | 発売日         | アーティスト | 規格品番  |
| ドラマCD                                                                    | ドラマCD       | ドラマCD | ドラマCD  |
| --------------------------------------------------------------------------- | -------------- | --- | --------- |
| ドラマCD 『みつどもえドラマCD〜伝説のはじまり〜』                           | 2010年5月26日  | | LASM-5047 |
| キャラクターソング                                                          |                | |           |
| TVアニメ 『みつどもえ』 キャラクターソング Vol.1 みつば                     | 2010年8月25日  | 丸井みつば（高垣彩陽） | LASM-4067 |
| TVアニメ 『みつどもえ』 キャラクターソング Vol.2 ふたば                     | 2010年8月25日  | 丸井ふたば（明坂聡美） | LASM-4068 |
| TVアニメ 『みつどもえ』 キャラクターソング Vol.3 ひとは                     | 2010年8月25日  | 丸井ひとは（戸松遥） | LASM-4069 |
| TVアニメ 『みつどもえ』 キャラクターソング Vol.4 杉崎みく                   | 2010年10月27日 | 杉崎みく（斎藤千和）、丸井みつば（高垣彩陽） | LASM-4083 |
| TVアニメ 『みつどもえ』 キャラクターソング Vol.5 松岡咲子                   | 2010年10月27日 | 松岡咲子（葉山いくみ）、丸井ひとは（戸松遥） | LASM-4084 |
| TVアニメ 『みつどもえ』 キャラクターソング Vol.6 佐藤が好きでしょうがない隊 | 2010年11月24日 | 緒方愛梨（茅原実里）、伊藤詩織（井口裕香）、加藤真由美（内田彩） | LASM-4086 |
| TVアニメ 『みつどもえ』 キャラクターソング Vol.7 チクビ                     | 2010年11月24日 | チクビ（斉藤桃子）、栗山愛子（斉藤桃子） | LASM-4087 |
| その他                                                                      |                | |           |
| WEBラジオ 『みつどもえラジオ 3ちゃんねる』 OPテーマ「まさか三卵性!?」       | 2010年9月22日  | 丸井みつば（高垣彩陽）、丸井ふたば（明坂聡美）、丸井ひとは（戸松遥） | LASM-4070 |
| TVアニメ 『みつどもえ』 ベストアルバム 『みつどもべすと』                   | 2011年4月6日   | 丸井みつば（高垣彩陽）、丸井ふたば（明坂聡美）、丸井ひとは（戸松遥） 杉崎みく（斎藤千和）、宮下（大原桃子）、松岡咲子（葉山いくみ） 佐藤信也（三瓶由布子）、千葉雄大（山本和臣）、緒方愛梨（茅原実里） 伊藤詩織（井口裕香）、加藤真由美（内田彩）、矢部智（下野紘） チクビ（斉藤桃子）、栗山愛子（斉藤桃子） | LASA-5092 |

### Blu-ray・DVD
| 巻数                 | 発売日         | 収録内容       | 規格品番  | 規格品番  | 規格品番  |
| 巻数                 | 発売日         | 収録内容       | BD限定版  | DVD限定版 | DVD通常版 |
| -------------------- | -------------- | -------------- | --------- | --------- | --------- |
| みつどもえ 1         | 2010年8月25日  | 第1話、第2話   | ANZX-9701 | ANZB-9701 | ANSB-9701 |
| みつどもえ 2         | 2010年9月22日  | 第3話、第4話   | ANZX-9703 | ANZB-9703 | ANSB-9703 |
| みつどもえ 3         | 2010年10月27日 | 第5話、第6話   | ANZX-9705 | ANZB-9705 | ANSB-9705 |
| みつどもえ 4         | 2010年11月24日 | 第7話、第8話   | ANZX-9707 | ANZB-9707 | ANSB-9707 |
| みつどもえ 5         | 2010年12月22日 | 第9話、第10話  | ANZX-9709 | ANZB-9709 | ANSB-9709 |
| みつどもえ 6         | 2011年1月26日  | 第11話、第12話 | ANZX-9711 | ANZB-9711 | ANSB-9711 |
| みつどもえ 7         | 2011年2月23日  | 第13話、特別編 | ANZX-9713 | ANZB-9713 | ANSB-9713 |
| みつどもえ 増量中! 1 | 2011年4月6日   | 第1話、第2話   | ANZX-9791 | ANZB-9791 | ANSB-9791 |
| みつどもえ 増量中! 2 | 2011年4月27日  | 第3話、第4話   | ANZX-9793 | ANZB-9793 | ANSB-9793 |
| みつどもえ 増量中! 3 | 2011年5月25日  | 第3話、第4話   | ANZX-9795 | ANZB-9795 | ANSB-9795 |
| みつどもえ 増量中! 4 | 2011年6月22日  | 第7話、第8話   | ANZX-9797 | ANZB-9797 | ANSB-9797 |